# 제68회 프라임타임 에미상
제68회 프라임타임 에미상은 2016년 9월 18일에 열린 시상식이다.

## 수상 및 후보

### TV 드라마-남우주연상
- 미스터 로봇 시즌2 - 라미 말렉 수상
- 베터 콜 사울 시즌2 - 밥 오덴커크
- 하우스 오브 카드 시즌4 - 케빈 스페이시
- 레이 도노반 시즌3 - 리브 슈라이버
- Bloodline - 카일 챈들러
- 디 아메리칸즈 시즌4 - 매튜 리즈

### TV 드라마-여우주연상
- 오펀 블랙 시즌3 - 타티아나 마슬라니 수상
- Empire - Taraji P. Henson
- 하우스 오브 카드 시즌4 - 로빈 라이트
- 홈랜드 시즌5 - 클레어 데인즈
- 하우 투 겟 어웨이 위드 머더 시즌2 - 비올라 데이비스
- 디 아메리칸즈 시즌3 - 케리 러셀

### TV 코미디-남우주연상
- 트랜스페어런트 - 제프리 탬버 수상
- 블랙키시 - 안소니 앤더슨
- 마스터 오브 논 - 아지즈 안사리
- 쉐임리스 - 윌리암 H. 머시
- 실리콘 밸리 - 토머스 미들디치
- 더 라스트 맨 온 어스 - 윌 포트

### TV 코미디-여우주연상
- 부통령이 필요해 시즌 5 - 줄리아 루이스 드레이퍼스 수상
- 블랙키시 - 트레시 엘리스 로스
- 그레이스 앤 프랭키 - 릴리 톰린
- 언브레이커블 키미 슈미트 시즌2 - 엘리 켐퍼
- 게팅 온 시즌3 - 로리 멧칼프
- 인사이드 에이미 슈머 - 에이미 슈머

### TV 리미티드시리즈,영화-남우주연상
- 아메리칸 크라임 스토리 - 코트니 B. 반스 수상
- All The Way - 브라이언 크랜스톤
- 셜록: 유령신부 - 베네딕트 컴버배치
- 루터 3 - 이드리스 엘바
- 더 나이트 매니저 - 톰 히들스턴
- 아메리칸 크라임 스토리 - 쿠바 구딩 쥬니어

### TV 리미티드시리즈,영화-여우주연상
- 아메리칸 크라임 스토리 - 사라 폴슨 수상
- 아메리칸 크라임 시즌2 - 펠리시티 허프만
- 컨퍼메이션 - 케리 워싱턴
- Lady Day at Emerson's Bar & Grill - 오드라 맥도날드
- 아메리칸 크라임 시즌2 - 릴리 테일러
- 파고 시즌2 - 커스틴 던스트

### TV 드라마-남우조연상
- 블러드라인 시즌 2 - 벤 멘델슨 수상
- 베터 콜 사울 시즌2 - 조나단 뱅스
- 왕좌의 게임 7 - 피터 딘클리지
- 하우스 오브 카드 시즌4 - 마이클 켈리
- 왕좌의 게임 7 - 키트 해링턴
- 레이 도노반 시즌3 - 존 보이트

### TV 드라마-여우조연상
- 다운튼 애비 시즌5 - 매기 스미스 수상
- 왕좌의 게임 7 - 에밀리아 클라크
- 디 어페어 - 마우라 티어니
- 왕좌의 게임 7 - 레나 헤디
- 왕좌의 게임 7 - 메이지 윌리암스
- 언리얼 - 콘스탄스 짐머

### TV 드라마-게스트 남자 배우상
- 레이 도노반 시즌3 - 행크 아자리아 수상
- 왕좌의 게임 7 - 막스 폰 시도우
- 하우스 오브 카드 시즌4 - 마허샬라 알리
- 하우스 오브 카드 시즌4 - 레그 E. 캐시
- 하우스 오브 카드 시즌4 - 폴 스팍스
- 굿 와이프 7 - 마이클 J. 폭스

### TV 드라마-게스트 여자 배우상
- 디 아메리칸즈 시즌3 - 마고 마틴데일 수상
- Horace And Pete - 리 멧칼프
- 하우스 오브 카드 시즌4 - 몰리 파커
- 하우스 오브 카드 시즌4 - 엘렌 버스틴
- 마스터즈 오브 섹스 - 앨리슨 제니
- 굿 와이프 7 - 캐리 프레스톤

### TV 코미디-남우조연상
- 바스켓 - 루이 앤더슨 수상
- 키 앤 필 시즌4 - 키건 마이클 키
- 언브레이커블 키미 슈미트 시즌2 - 타이터스 버지스
- VEEP 5 - 맷 월쉬
- 브룩클린 나인-나인 시즌3 - 안드레 브라우퍼
- 모던 패밀리 7 - 타이 버렐
- VEEP 5 - 토니 헤일

### TV 코미디-여우조연상
- Saturday Night Live - 케이트 맥키넌 수상
- 게팅 온 시즌3 - 니시 내쉬
- 트랜스페어런트 - 가비 호프만
- 맘 시즌2 - 앨리슨 제니
- 트랜스페어런트 - 주디스 라이트
- VEEP 5 - 안나 클럼스키

### TV 코미디-게스트 남자 배우상
- 걸스 다이어리 인 뉴욕 시즌 5 - 피터 스콜라리 수상
- Saturday Night Live - Larry David
- 트랜스페어런트 - Bradley Whitford
- Saturday Night Live - Tracy Morgan
- 빅뱅이론 9 - Bob Newhart
- VEEP 5 - Martin Mull

### TV 코미디-게스트 여자 배우상
- Saturday Night Live - 티나 페이 수상
- Saturday Night Live - 에이미 포엘러
- Saturday Night Live - 에이미 슈머
- 빅뱅이론 9 - 로리 멧칼프
- Saturday Night Live - 멜리사 맥카시
- 빅뱅이론 9 - 크리스틴 바란스키
- 트랜스페어런트 - 멜로라 하든

### TV 리미티드시리즈,영화-남우조연상
- 아메리칸 크라임 스토리 - 스털링 K. 브라운 수상
- 파고 시즌2 - 제시 플레먼스
- 더 나이트 매니저 - 휴 로리
- 아메리칸 크라임 스토리 - 데이빗 쉼머
- 파고 시즌2 - 보킴 우드바인
- 아메리칸 크라임 스토리 - 존 트라볼타

### TV 리미티드시리즈,영화-여우조연상
- 아메리칸 크라임 시즌2 - 레지나 킹 수상
- All The Way - 멜리사 레오
- 아메리칸 호러 스토리 시즌5 - 사라 폴슨
- 파고 시즌2 - 진 스마트
- 아메리칸 호러 스토리 시즌5 - 캐시 베이츠
- 더 나이트 매니저 - 올리비아 콜맨

### TV 드라마-감독상
- 왕좌의 게임 7 - 미구엘 사포크닉 수상
- 다운튼 애비 시즌5 - 이클 엔글러
- 왕좌의 게임 7 - 잭 벤더
- 홈랜드 시즌5 - 레슬리 링카 글래터
- 레이 도노반 시즌3 - 데이빗 홀랜더
- 더 닉 - 스티븐 소더버그

### TV 드라마-각본상
- 왕좌의 게임 7 - 미구엘 사포크닉 외 1명 수상
- 다운튼 애비 시즌5 - 줄리안 펠로우즈
- 미스터 로봇 시즌2 - 샘 에스마일
- 디 아메리칸즈 시즌3 - 조엘 필즈 외 1명
- 굿 와이프 7 - 로버트 킹 외 1명
- 언리얼 - 마티 녹슨

### TV 코미디-감독상
- 트랜스페어런트 - 질 솔로웨이 수상
- 마스터 오브 논 시즌2 - 아지즈 안사리
- 실리콘 밸리 시즌2 - 마이크 저지
- 실리콘 밸리 시즌2 - 알렉 버그
- VEEP 5 - 데일 스턴
- VEEP 5 - 크리스 에디슨
- VEEP 5 - 데이비드 만델

### TV 코미디-각본상
- 마스터 오브 논 시즌2 - 아지즈 안사리 수상
- 카타스트로피 시즌1 - 롭 딜레이니
- 카타스트로피 시즌1 - 샤론 호갠
- 마스터 오브 논 시즌2 - Alan Yang
- 실리콘 밸리 시즌2 - Dan O'Keefe
- 실리콘 밸리 시즌2 - 알렉 버그
- VEEP 5 - David Mandel
- VEEP 5 - Alex Gregory
- VEEP 5 - Peter Huyck

### TV 버라이어티 시리즈-감독상
- 인사이드 에이미 슈머 - Ryan McFaul
- Last Week Tonight With John Oliver - Paul Pennolino
- 새터데이 나잇 라이브 - 돈 로이 킹
- The Late Late Show With James Corden - Tim Mancinelli
- 더 투나잇 쇼 스태어링 지미 펄론 - 데이브 디오메디

### TV 버라이어티 시리즈-각본상
- 풀 프론탈 위드 사만다 비 - 조 밀러
- 인사이드 에이미 슈머 - 에이미 슈머
- 키 앤 필 시즌4 - 제이 마르텔
- Last Week Tonight With John Oliver - Kevin Avery
- 포틀랜디아 시즌5 - 프레드 아미센
- 새터데이 나잇 라이브 - Rob Klein

### TV 버라이어티 스페셜-감독상
- 58th Grammy Awards - 루이스 J. 호빗츠
- 아델 라이브 인 뉴욕 시티 - 베스 맥카시-밀러
- 에이미 슈머: 라이브 앳 디 아폴로 - 크리스 록
- 그리스 : 라이브 - Thomas Kail
- Lemonade - 칼릴 조셉
- The Kennedy Center Honors - 글렌 웨이스

### TV 버라이어티 스페셜-각본상
- 에이미 슈머: 라이브 앳 디 아폴로 - 에이미 슈머
- John Mulaney: The Comeback Kid - John Mulaney
- Patton Oswalt: Talking For Clapping - Patton Oswalt
- Tig Notaro: Boyish Girl Interrupted - Tig Notaro
- Triumph's Election Special 2016 - Robert Smigel

### TV 리미티드시리즈,영화-감독상
- 더 나이트 매니저 - 수잔 비에르 수상
- All The Way - 제이 로치
- 파고 시즌2 - 노아 홀리
- 아메리칸 크라임 스토리 - 안소니 헤밍웨이
- 아메리칸 크라임 스토리 - 라이언 머피
- 아메리칸 크라임 스토리 - 존 싱글톤

### TV 리미티드시리즈,영화-각본상
- 파고 시즌2 - 노아 홀리
- 파고 시즌2 - Bob DeLaurentis
- 더 나이트 매니저 - 데이빗 파
- 아메리칸 크라임 스토리 - D.V. 드빈센티스
- 아메리칸 크라임 스토리 - 스콧 알렉산더 외 1명
- 아메리칸 크라임 스토리 - 조 로버트 콜

### TV 드라마-최우수작품상
- 왕좌의 게임 6 - 미구엘 사포크닉 수상
- 베터 콜 사울 시즌2 - 밥 오덴커크
- 다운튼 애비 시즌5 - Chris Croucher
- 홈랜드 시즌5 - Lauren White
- 하우스 오브 카드 시즌4 - 하미드 쇼캣
- 미스터 로봇 시즌2 - Margo Myers Massey
- 디 아메리칸즈 시즌4 - 조슈아 브랜드

### TV 코미디-최우수작품상
- 부통령이 필요해 시즌 5 - 데이빗 하이먼 수상
- 블랙키시 시즌2 - 헤일 로스스타인
- 마스터 오브 논 시즌2 - Igor Srubshchik
- 실리콘 밸리 시즌1 - Carrie Kemper
- 트랜스페어런트 - 미카 피처맨-블루
- 언브레이커블 키미 슈미트 시즌2 - 더라 슈냅퍼
- 모던 패밀리 7 - 크리스 스미노프

### TV 리미티드시리즈-최우수작품상
- 아메리칸 크라임 스토리 - 존 트라볼타 수상
- 아메리칸 크라임 시즌2 - 로리 에타 톱
- 파고 시즌2 - 채드 오키스 외 2명
- Roots - 앤 카인드버그 외 1명
- 더 나이트 매니저 - Rob Bullock

### TV 영화-최우수작품상
- 셜록: 유령신부 - 더글러스 맥키넌 수상
- 어 베리 머리 크리스마스 - John Skidmore
- All The Way - Michelle Graham
- 컨퍼메이션 - 다렌 M. 드미트리
- 루터 3 - Marcus Wilson

### TV 버라이어티 토크-최우수작품상
- Comedians In Cars Getting Coffee - Jerry Seinfeld
- 지미 키멜 라이브!: 시즌10 - 지미 키멜
- Last Week Tonight With John Oliver - John Oliver
- 리얼 타임 위드 빌 마허 - 할 그랜트
- The Late Late Show With James Corden - Rob Crabbe
- 더 투나잇 쇼 스태어링 지미 펄론 - 데이브 디오메디

### TV 버라이어티 스케치-최우수작품상
- Documentary Now! - Lorne Michaels
- Drunk History - Adam McKay
- 인사이드 에이미 슈머 - 에이미 슈머
- 키 앤 필 시즌4 - 키건 마이클 키
- 포틀랜디아 시즌5 - 론 마이클스
- 새터데이 나잇 라이브 - 론 마이클스

### TV Outstanding Host for a Reality or Reality-Competition Program
- 아메리칸 아이돌 - 라이언 시크레스트
- 헐리우드 게임 나잇 - 제인 린치
- 프로젝트 런웨이 - 팀 건 외 1명
- 스타와 춤을 - 탐 버저론
- Little Big Shots starring Steve Harvey - 스티브 하비
- 루폴스 드래그 U - 루폴

### TV 만화영화-최우수작품상
- 아처 - 애덤 리드
- 밥스 버거스 - 로렌 부샤드
- 피니와 퍼브 - 댄 포벤마이어
- 사우스 파크 - 트레이 파커
- 심슨 가족 - 제임스 L. 브룩스

### TV 단편만화영화-최우수작품상
- Adventure Time - 펜들튼 워드
- 로봇 치킨 - 시리즈 - 세스 그린
- 스폰지밥 네모바지 시즌5 - 닉 제닝스
- Steven Universe - Rebecca Sugar
- 파워퍼프 걸 - TV 시리즈 - 닉 제닝스

### TV 버라이어티 스페셜-최우수작품상
- 아델 라이브 인 뉴욕 시티 - 론 마이클스
- 에이미 슈머: 라이브 앳 디 아폴로 - 에이미 슈머
- Lemonade - Beyonce Knowles Carter
- 케네디 센터 아너스 - 리키 커쉬너
- The Late Late Show Carpool Karaoke Prime Time Special - Rob Crabbe,

### TV 스트럭쳐 리얼리티 프로그램-최우수작품상
- 앤틱 로드쇼 - 마샤 벰코 외 1명
- 디너스, 드라이브-인스 앤 다이브스 - 가이 피에리
- Lip Sync Battle - Casey Patterson
- 호기심 해결사 - Eric Haven
- 샤크 탱크 - Dominique Worden,
- 언더커버 보스 시즌4 - 코디 쉘톤

### TV 언스트럭쳐 리얼리티 프로그램-최우수작품상
- 본 디스 웨이 - 사샤 엘퍼트
- 데드리스트 캐치: 베스트 오브 시즌 5 - 조쉬 얼
- Gaycation With Ellen Page - Alex Braverman
- Intervention - Karen Pinto
- Project Greenlight - Gaylen Gawlowski
- United Shades Of America - Justin Yungfleisch

### TV 리얼리티 경쟁 프로그램-최우수작품상
- American Ninja Warrior - Mason Funk
- 스타와 춤을 - 쉘비 와그너
- 프로젝트 런웨이 - 팀 건
- 어메이징 레이스 시즌14 - 버트램 반 먼스터
- 더 보이스 - 존 드 몰
- 탑 쉐프 - 댄 컷포스